# Brendan Irvine
 Brendan Irvine est un boxeur irlandais né le 17 mai 1996 à Anaheim aux États-Unis.

## Carrière
Sa carrière amateur est principalement marquée par une médaille d'argent remportée aux Jeux européens de Bakou en 2015 dans la catégorie des poids mi-mouches après sa défaite en finale contre le russe Bator Sagaluyev et une médaille de bronze aux championnats d'Europe de Kharkiv en 2017 dans la catégorie des poids mouches.

## Palmarès

### Championnats d'Europe
- Médaille de bronze en -52 kg en 2017 à Kharkiv,  Ukraine

### Jeux européens
- Médaille d'argent en -49 kg en 2015 à Bakou,  Azerbaïdjan